# Sisyra esbenpeterseni
Sisyra esbenpeterseni là một loài côn trùng trong họ Sisyridae thuộc bộ Neuroptera. Loài này được Handschin miêu tả năm 1935.